# Charles C. Conley
Charles Cameron Conley (* 26. September 1933; † 20. November 1984) war ein US-amerikanischer Mathematiker, der sich mit dynamischen Systemen beschäftigte.

## Leben
Charles C. Conley wurde 1962 bei Jürgen Moser am Massachusetts Institute of Technology (wo er auch Moore-Instructor war) promoviert (On some long periodic solutions of the plane restricted three body problem). Er war Professor an der University of Wisconsin–Madison.
Conley entwickelte eine nach ihm benannte topologische Indextheorie dynamischer Systeme. Sie verwendet die Morse-Theorie und diente als ein Ausgangspunkt der Entwicklung der Floer-Homologie. 
Mit Eduard Zehnder bewies er 1983 die Arnold-Vermutung der symplektischen Geometrie für Tori beliebiger Dimension.
Zu seinen Doktoranden zählen Konstantin Mischaikow und Richard McGehee. 1970 war er Invited Speaker auf dem Internationalen Mathematikerkongress in Nizza (On the continuation of invariant sets of a flow). 
Charles C. Conley ist nicht mit dem Mathematiker Charles H. Conley (Professor an der University of North Texas in Denton) zu verwechseln.

## Schriften
- Conley Isolated invariant sets and the Morse index, CBMS Regional Conference Series in Mathematics, 38. American Mathematical Society, Providence, R.I., 1978
- Conley, Zehnder The Birkhoff-Lewis fixed point theorem and a conjecture of V.I.Arnold, Inventiones Mathematicae, Band 73, 1983, S. 33–49
- Conley, Zehnder Morse type index theory for flows and periodic solutions for Hamiltonian systems, Communications on Pure and Applied Mathematics, Band 37, 1984, S. 207–253